# 科扎奇卡
49°35′59″N 36°12′29″E / 49.59972°N 36.20806°E
科扎奇卡（烏克蘭語：Козачка）是位於烏克蘭東部的村莊，由哈爾科夫州丘胡伊夫区的茲米伊夫市鎮負責管轄。該村始建於1681年，面積0.28平方公里，海拔高度134米，2001年人口18，人口密度每平方公里65.5人。